# William Wilberforce Bird (governatore)
William Wilberforce Bird (1784 – 1º giugno 1857) è stato un diplomatico e politico britannico. Fu governatore generale provvisorio dell'India nel 1844.

## Biografia
Figlio del politico William Wilberforce Bird, deputato alla Camera dei Comuni per la costituente di Coventry, William jr. nacque nel 1784 e venne educato a Warwick ed a Ginevra prima di venire nominato a funzionario della Compagnia britannica delle Indie orientali nel 1802. Dopo un periodo di formazione, giunse a Calcutta nel 1803 dove frequentò il Fort William College e quindi venne posto di stanza a Benares.
Bird seppe destreggiarsi bene a Benares, compreso quando dovette fronteggiare delle resistenze civili locali. Intraprese riforme finanziarie e giudiziarie prima di essere nominato membro del Supremo Consiglio dell'India del quale divenne anche presidente in assenza del governatore generale. Fu vice-governatore della presidenza del Bengala durante la reggenza del governatorato di Lord Ellenborough, rimanendo con lui anche quando Ellenborough passò alle Province Nordoccidentali. Bird quindi rimpiazzò Ellenborough come governatore generale dell'India provvisoriamente, sino all'arrivo di Sir Henry Hardinge dall'Inghilterra nel 1844. Hardinge confermò Bird come vice-governatore della presidenza del Bengala ma questi si ritirò dal servizio attivo per fare ritorno in patria sul finire dell'anno. In quello stesso anno, sino ad ottobre, fu inoltre presidente della The Asiatic Society.
Durante il periodo in cui fu governatore reggente in India prese delle decisioni importanti. Nel lungo dibattito sull'educazione in India, Bird si espresse a favore della gestione statale dell'educazione, affiancato da Thomas Macaulay, mentre altri sostenevano che l'educazione dovesse continuare ad essere impartita su una base cristiana. Egli, come ebbe a dichiarare nel 1835, riteneva che l'educazione secolare avesse dato già ottimi risultati in India, scongiurando il pericolo dell'approccio aggressivo del cristianesimo sulla popolazione locale, scongiutrando così catastrofi e insurrezioni.
Bird sposò Hannah Elizabeth Brown, figlia secondogenita di David Brown, a Benares l'11 agosto 1818. Morì nella sua abitazione il 1º giugno 1857.